# Eugenio Elia Levi

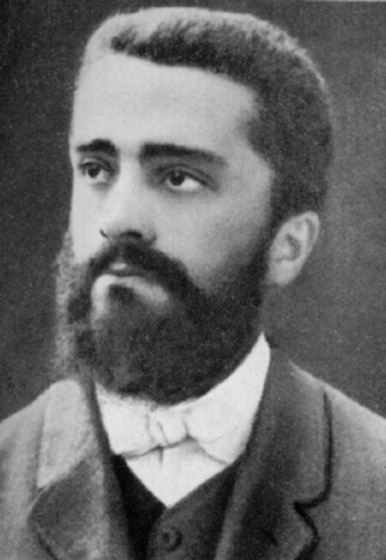
Eugenio Elia Levi

Eugenio Elia Levi (* 18. Oktober 1883 in Turin; † 28. Oktober 1917 in Cormòns) war ein italienischer Mathematiker und Physiker, der sich unter anderem mit komplexer Analysis beschäftigte.
E.E.Levi war der jüngere Bruder des Mathematikers Beppo Levi. Er machte mit 21 Jahren 1904 seinen Abschluss (Laurea) an der Scuola Normale Superiore in Pisa und galt als einer der hoffnungsvollsten italienischen Mathematiker. 1906 bis 1909 war er Assistent von Ulisse Dini, bei dem er sich 1907 mit einer Arbeit über lineare elliptische partielle Differentialgleichungen habilitierte. Ab 1909 war er Professor für Analysis an der Universität Genua. 1911 wurde er korrespondierendes Mitglied der Accademia dei Lincei.
Levi meldete sich als Freiwilliger im Ersten Weltkrieg und fiel 1917 an der Front in Cormòns bei Gorizia.
Er beschäftigte sich mit Differentialgeometrie, Variationsrechnung, Gruppentheorie, elliptischen und parabolischen partiellen Differentialgleichungen und Funktionentheorie.
Bekannt ist er für das Levi Problem (1911) in der Theorie mehrerer komplexer Variabler. Levi fragte nach der geometrischen Charakterisierung von Holomorphiegebieten und ob alle pseudokonvexen Gebiete Holomorphiegebiete sind. Das Levi Problem war lange Zeit (wie die Cousin Probleme) eine treibende Kraft in der Theorie der Funktionen mehrerer komplexer Variabler und wurde Anfang der 1950er Jahre durch Kiyoshi Oka, Hans Joachim Bremermann und François Norguet gelöst.
Nach ihm ist auch die Levi-Zerlegung (1906, Atti Acad.Torino) von Lie-Algebren in eine semidirekte Summe aus einer halbeinfachen und einer auflösbaren Unteralgebra benannt.

## Schriften
- Werke Online